# Stadtbefestigung Pöchlarn

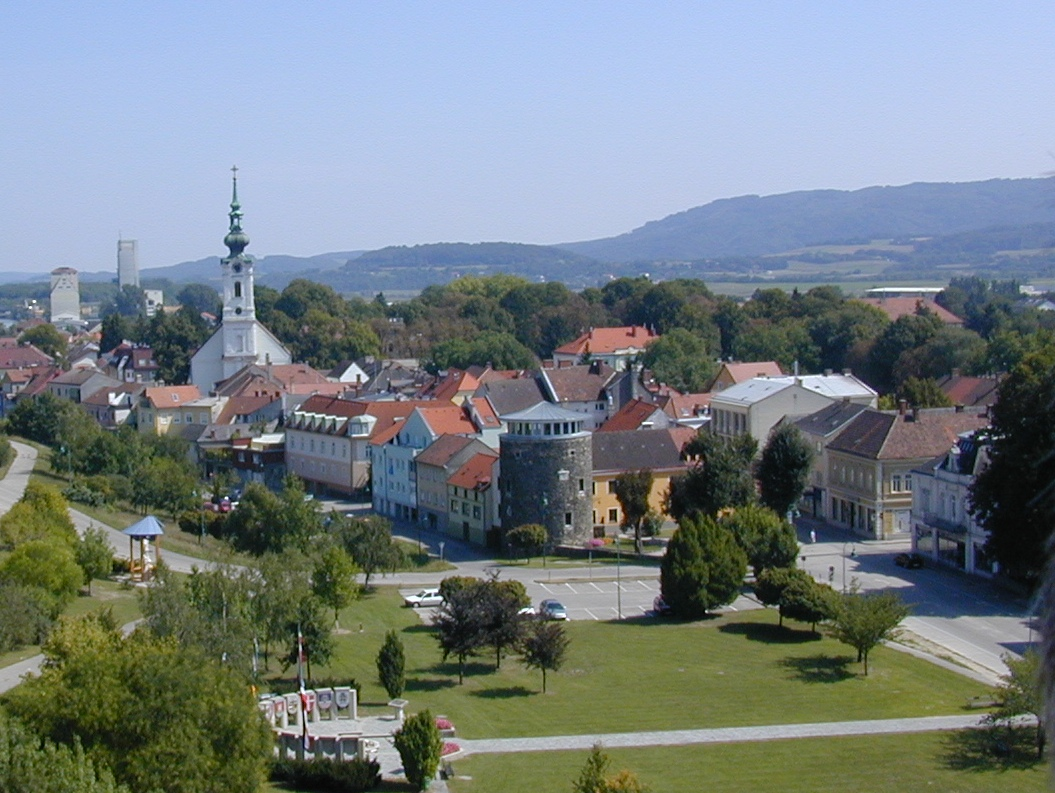
Mittig der Welser Turm, der nordwestliche Eckturm

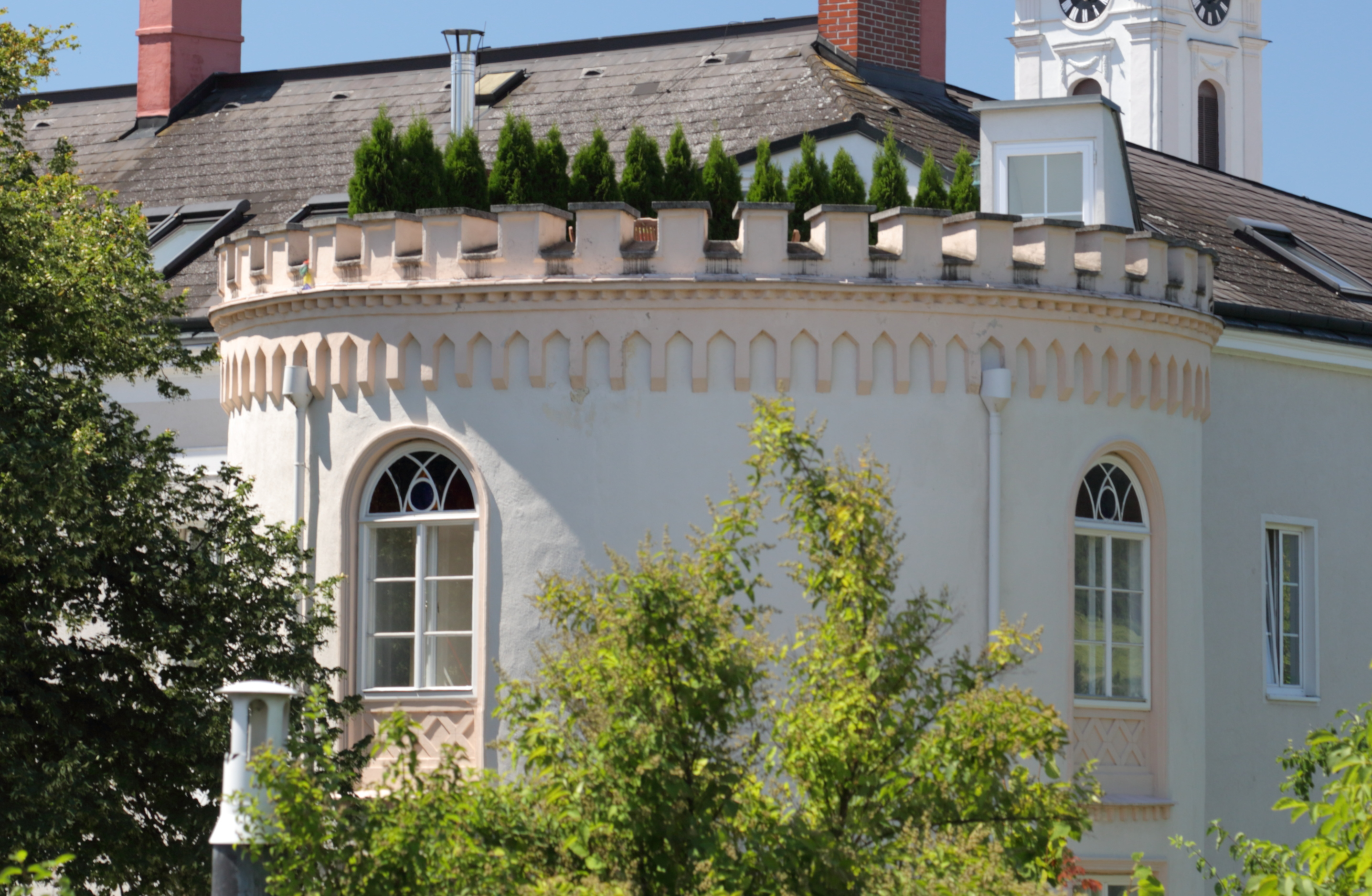
Urfahrturm, der nordöstliche Eckturm

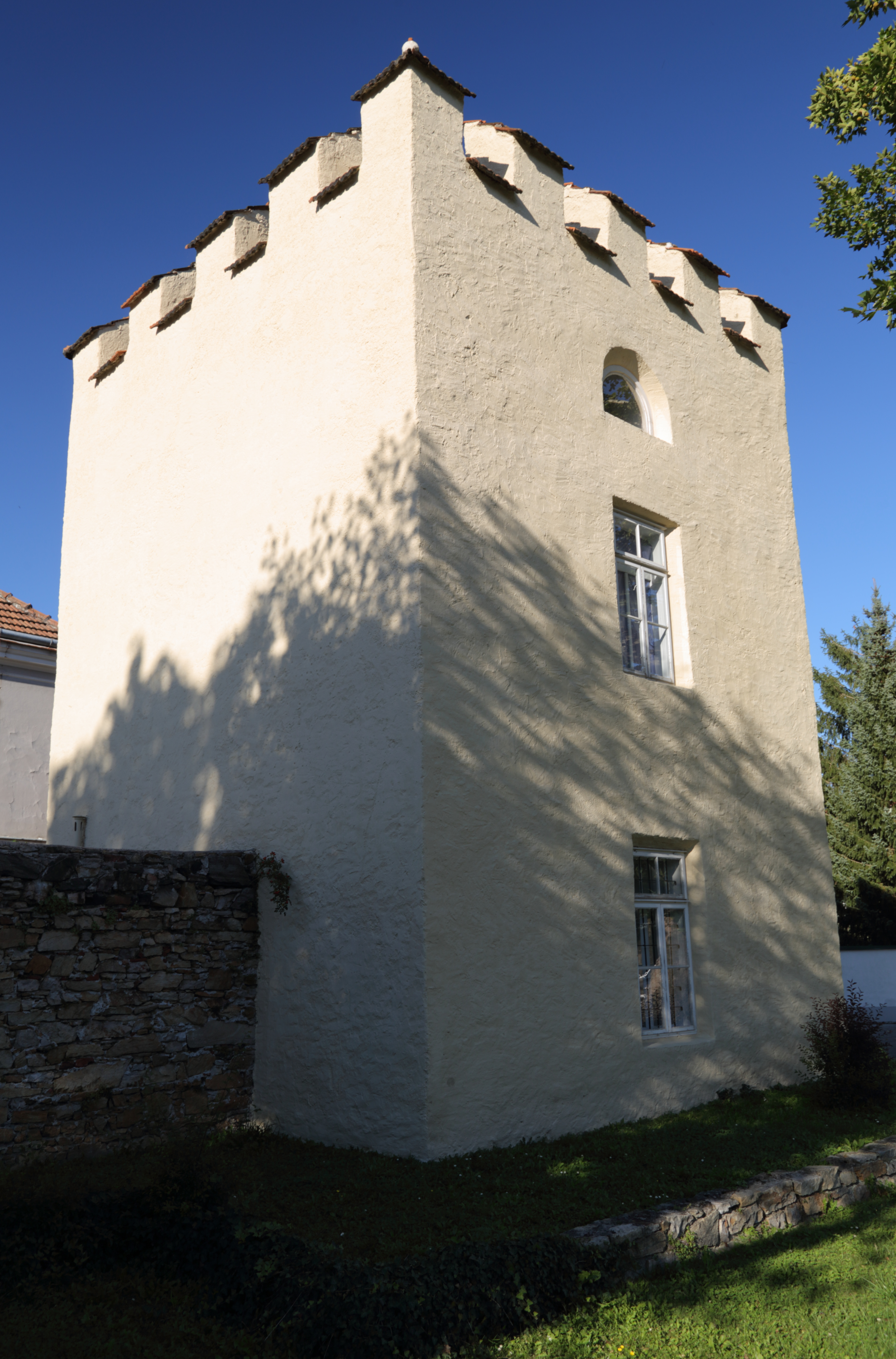
Burgerturm

Die Stadtbefestigung Pöchlarn ist die Stadtbefestigung in der Stadtgemeinde Pöchlarn im Bezirk Melk in Niederösterreich.

## Geschichte
Die Befestigung der Stadt wurde wohl im 12. Jahrhundert unter Verwendung der ehemaligen römischen Befestigung begonnen und im 14. Jahrhundert ausgebaut. Nach einem Eisstoß der Donau 1690 repariert. Der Großteil der Stadtbefestigung wurde ab den 1850er Jahren abgetragen, das Welsertor 1854, das Wienertor 1860, der Stadtgraben wurde 1885 zugeschüttet, der Jungfernturm beim Benefiziatenhaus wurde 1893 abgetragen.

## Bestand
- Welser Turm, ehemals nordwestlicher Eckturm, heute ein Heimatmuseum, als massiver mittelalterlicher Rundturm, mit unverputztem Mauerwerk teils mit Opus spicatum, mit Schartenfenstern mit Resten von Steingewänden, teils mit Orthostaten und Steckgitter, Gerüstlöcher. Mit dem Wappen des Bischofs Heinrich IV. von Apsperg 1489. Der Welser Turm war ehemals die Niederlassung der Welser Kaufleute mit dem Salzhandel. Der neue Dachaufsatz erfolgte nach den Plänen des Architekten Helmut Stefan Haiden 1998.
- Urfahrturm, ehemals nordöstlicher Eckturm, an der Nordseite des Hauses Wiener Straße Nr. 5, dreiviertelrund hervorragend, im Kern aus dem 15. Jahrhundert.
- Burgerturm, bei der Sandtorstraße Nr. 10, Rechteckturm im Kern aus dem 14. Jahrhundert, mit Zinnenbekrönung zu einem Wohnhaus umgebaut.